# Raceland, Kentucky
Raceland är en ort i Greenup County i Kentucky. Vid 2010 års folkräkning hade Raceland 2 424 invånare.